# 기름나물
기름나물(Peucedanum terebinthaceum)은 한국, 일본, 중국, 동시베리아에 분포하는 여러해살이풀로서 줄기는 보통 붉은색을 띠며, 키는 30-90cm 정도이다. 어긋나게 달리는 잎은 넓은 달걀 모양이며, 잔잎 여러 장이 깃모양으로 달리는 겹잎이다. 잔잎 가장자리에는 뾰족한 톱니가 있다. 꽃은 흰색을 띠며, 8-9월에 가지와 원줄기 끝에서 겹산형꽃차례로 모여 핀다. 열매는 편평한 타원형이고 가장자리가 좁은 날개 모양으로 되어 있다. 보통 어린잎을 나물로 먹고 다 자란 것은 한약재로 이용한다.